# Arichlidon hanneloreae
Arichlidon hanneloreae är en ringmaskart som beskrevs av Watson Russell 1998. Arichlidon hanneloreae ingår i släktet Arichlidon och familjen Chrysopetalidae. Inga underarter finns listade i Catalogue of Life.